# Catherine Alric
Pour les articles homonymes, voir Alric.
Catherine Alric, née le 23 mars 1952 à Neuilly-sur-Seine, est une comédienne, auteure et peintre française.

## Biographie
Catherine Alric est née au sein d'une famille venant d'Auvergne (où elle a créé avec des amis un refuge, la SPA le 15, dont elle est vice-présidente), des Hautes-Alpes, de Normandie et de Bretagne.
Après son baccalauréat en philosophie[réf. nécessaire], elle fait deux ans de préparation aux Beaux-Arts de Paris. Parallèlement à son entrée dans cette école, elle est mannequin au sein d'agences de Paris : Models Internationals puis Catherine Harlé. Demandée par des marques pour des publicités, elle délaisse petit à petit la peinture pour suivre des cours de comédie : elle est élève du cours René Simon puis du cours Viriot.
Après une première apparition (non créditée) dans Les Chinois à Paris de Jean Yanne en 1974, elle rencontre le metteur en scène Philippe de Broca qui lui confie un rôle dans L'Incorrigible aux côtés de Jean-Paul Belmondo. Après ce début rapide, elle enchaîne plusieurs films, tournant notamment sous la direction de Jean Yanne, Gérard Lauzier ou François Leterrier. Elle tourne également pour la télévision. Elle a beaucoup travaillé à l'étranger tout particulièrement en Italie et au Royaume-Uni.
Elle participe à l'écriture du livre Rêves d'étoiles aux éditions Alphée en 2009 avec son compagnon, le spationaute Jean-Loup Chrétien.
Elle a aussi écrit des livres avec des versions cassettes pour les enfants aux Éditions Nathan : Boulette et Marcel à l'opéra en 1990, Boulette et Marcel dans la rivière sacrée en 1991.
Elle a également réalisé et édité un album Le Grand Cirque au chapiteau doré (Ciral Éditions) et écrit Leur toute première fois aux Éditions du Rocher en 1988.
Elle a participé à l'écriture de plusieurs scénarios[Lesquels ?][réf. nécessaire].

### Membre de jurys
- 2022 : Catherine Alric préside le Jury du 34e Festival du Film de Vélizy-Villacoublay, composé de Bernard Pinet, Elisa Servier, Souad Amidou et Pierre Mazingarbe
- 2016 : Jury avec Jacques Pradel du Festival international du Film insolite de Rennes le Château présidé par Fanny Bastien et Geoffroy Thiebaut, dont Bernard Pinet est le vice président et Jean-Pierre Mocky le parrain du Festival

### Engagements
- 2005 - 2022 : membre du Comité d'honneur de l'association La roue tourne présidée par Serge Lama, succédant à Michèle Morgan, Jean Marais et Fernandel. Ce comité d'honneur a compté, entre autres, parmi ses membres, Charles Aznavour, Jean-Paul Belmondo, Jacques Brel, Jean Cocteau et Marcel Pagnol. Parmi les artistes présents en 2022, se trouvent, entre autres, Dominique Besnehard, Michel Leeb, Bernard Pinet et Patrick Préjean.
- 2020-2022 : administratrice de la Ligue universelle du Bien public de Paris ONG de l'ONU reconnue par l'UNESCO.

Originaire d'Auvergne, elle crée en 2001, avec d'autres bénévoles, le refuge « SPA du Cantal le 15 » à Arpajon-sur-Cère. Elle en est la vice-présidente et lui apporte le soutien efficace de la fondation 30 millions d'amis, pour laquelle elle participe à de nombreuses émissions. Elle soutient également l'Association de sauvegarde pour les animaux sauvages (ASPAS).

## Filmographie

### Cinéma
- 1974 : Les Chinois à Paris de Jean Yanne (non-créditée) :
- 1975 : L'Incorrigible de Philippe de Broca : Catherine
- 1975 : Une souris blanche (court métrage) de Ghislain Vidal
- 1977 : Julie pot de colle de Philippe de Broca : l'infirmière des urgences
- 1978 : Tendre Poulet de Philippe de Broca : Christine Vallier
- 1978 : One, Two, Two : 122, rue de Provence de Christian Gion : la comtesse
- 1979 : Le Cavaleur de Philippe de Broca : Muriel Picoche
- 1979 : Nous maigrirons ensemble de Michel Vocoret : Patricia
- 1979 : L'Associé de René Gainville : Alice Duphorin
- 1980 : On a volé la cuisse de Jupiter de Philippe de Broca : Agnès Pochet
- 1980 : Más allá de la aventura (es) de Oscar Barney Finn (es) : Sonia
- 1981 : La Puce et le Privé de Roger Kay : Françoise Dubois
- 1981 : Pétrole ! Pétrole ! de Christian Gion : Liza Bérian
- 1981 : La Revanche de Pierre Lary : Sylvie Noec
- 1982 : T'empêches tout le monde de dormir de Gérard Lauzier : Isabelle
- 1983 : Der Schnüffler (de) d'Ottokar Runze : Anna
- 1984 : Clash de Raphaël Delpard : Martine
- 1984 : Liberté, Égalité, Choucroute de Jean Yanne : Shéhérazade
- 1985 : Tranches de vie de François Leterrier : la belle partouzeuse
- 1985 : Drôle de samedi de Tunç Okan : l'amie de Véronique
- 1988 : Arrivederci e grazie (it) de Giorgio Capitani : Benedetta
- 1989 : Les cigognes n'en font qu'à leur tête de Didier Kaminka : une psychologue de la DDASS
- 1990 : Promotion canapé de Didier Kaminka : Marie-Claire
- 2005 : Mon beau sapin (court métrage) d'Alain Yang
- 2008 : Marié(s) ou presque de Franck Llopis : Louise
- 2024 : L'Horizon de Daniel Ravoux[réf. nécessaire]

### Télévision
- 1977 : Minichronique de Jean-Marie Coldefy
- 1977 : La Mort amoureuse (téléfilm) de Jacques Ertaud : Sylvie
- 1978 : Ulysse est revenu (téléfilm) de Jean Dewever : Calypso
- 1979 : Histoires de voyous (série télévisée), épisode 4 Les Marloupins de Michel Berny : Caroline Rougier
- 1980 : Histoires étranges (mini-série télévisée), épisode 1 Un rêve de Pierre Badel : Paula
- 1982 : Les Nouvelles Brigades du Tigre (série télévisée), épisode Le Temps des Garconnes de Victor Vicas : Marthe
- 1985 : Double Face (téléfilm) de Serge Leroy : Clo
- 1987 : Bonjour maître (mini-série télé) de Denys de La Patellière : Franchette Cambrèze
- 1989 : Le Retour d'Arsène Lupin (série télévisée), épisode 1 Le Médaillon du Pape de Vittorio Barino : Cissy
- 1989 : La Belle Anglaise (série télévisée) de Jacques Besnard, saison 2, épisode 2 Entre collègues : Nadia
- 1990 : Renseignements Généraux (série télévisée), saison 2, épisode 2 Vengeance de Claude Barma : Muriel
- 1991 : Un privé au soleil (série télévisée), épisode La Dame blanche de Pierre Aknine
- 1992 : Un démon sur l'épaule (téléfilm) de Philippe Triboit : Julie
- 1992-1993 : Flash, le reporter-photographe (série télévisée) de Philippe Triboit, six épisodes : Julie Manzoni
- 1992-1993 : L'Aigrefin (The Mixer) (série télévisée) : Diane Delorme
- 1994 : Abus de confiance (téléfilm) de Bernard Villiot : Danièle
- 1996 : Un père en plus (téléfilm) de Didier Albert : Béatrice
- 1997 : Mon père est innocent (Mio padre è innocente) (téléfilm) de Vincenzo Verdecchi (it)
- 1999 : Du jour au lendemain (téléfilm) de Bruno Herbulot : Marion
- 2003 : Qu'elle est belle la quarantaine ! (téléfilm) d'Alexis Lecaye : la présidente
- 2006-2007 : Sous le soleil (série télévisée), saison 12, épisodes 15 et 32, saison 13, épisode 20 : Linda
- 2012 : Camping Paradis (série télévisée), saison 3, épisode 5 : Mylène
- 2020 : Le Mensonge (mini-série) de Vincent Garenq : Marie

## Publications
Œuvres de littérature jeunesse :
- Boulette et Marcel à l'Opéra, livre audio, éditions Nathan, 1990 ;
- Boulette et Marcel dans la rivière sacrée, livre audio, éditions Nathan, 1991 ;
- Le Grand Cirque au chapiteau doré, Ciral éditions, 1998.

Œuvres de littérature généraliste :
- Leur toute première fois, éditions du Rocher, 1988 ;
- Rêves d'étoiles, en collaboration avec Jean-Loup Chrétien, éditions Alphée, 2009.

## Peintures
- Exposition à la galerie Dominic.C (vernissage le 18 mai 2018), château d'Auriac-sur-Vendinelle, 31460
- Exposition à la galerie d'art des Pyramides (vernissage le 23 avril 2020), Port Marly, 78560

## Distinctions
- Chevalière de la Légion d'honneur en 2003, pour sa carrière et sa création artistique, riches en partages, rencontres et découvertes, mais aussi pour son engagement associatif et sociétal[4],[5]
- Médaille d'or de la Ligue universelle du Bien public[6]